# أبو صالح المؤذن
أبو صالح أحمد بن عبد الملك بن علي بن أحمد بن عبد الصمد بن بكر النيسابوري الصوفي المؤذن محدث خرسان، وأحد رواة الحديث النبوي.

## طلبه للعلم
أول سماعه كان في سنة تسع وتسعين وثلاثمائة، فسمع أبو نعيم الإسفراييني، وأبا الحسن العلوي، وأبا طاهر بن محمش، وأبا عبد الله الحاكم، وحمزة بن عبد العزيز المهلبي، وعبد الله بن يوسف الأصبهاني، وأبا عبد الرحمن السلمي، وأبا زكريا المزكي، وطبقتهم. وسمع من حمزة بن يوسف السهمي وعدة بجرجان، ومن أبي القاسم بن بشران وطبقته ببغداد، ومن أبي نعيم الحافظ ونحوه بأصبهان، ومن المسدد الأملوكي، وعبد الرحمن بن الطبيز الحلبي بدمشق، ومن أبي ذر الهروي بمكة، ومن الحسن بن الأشعث بمنبج، وصحب الأستاذ أبا علي الدقاق، وأحمد بن نصر الطالقاني. وجمع وصنف، وعمل مسودة لتاريخ مرو.
حدث عنه: ابنه إسماعيل بن أحمد، وزاهر، ووجيه ابنا الشحامي، وعبد الكريم بن حسين البسطامي، وأبو عبد الله محمد بن الفضل الفراوي، وعبد المنعم بن القشيري، وابن أخيه أبو الأسعد هبة الرحمن بن عبد الواحد، وعدة.

## مكانته العلمية
قال زاهر الشحامي: «خرج أبو صالح ألف حديث، عن ألف شيخ له». قال أبو بكر الخطيب: قدم أبو صالح علينا في حياة ابن بشران، وكتب عني، وكتبت عنه، وكان ثقة }}. قال عبد الغافر في كتاب السياق: «أبو صالح المؤذن الأمين المتقن المحدث الصوفي، نسيج وحده في طريقته وجمعه وإفادته، ما رأيت مثله في حفظ القرآن وجمع الأحاديث. سمع الكثير، وجمع الأبواب والشيوخ، وأذن سنين حسبة، وكان يحثني على معرفة الحديث، ولم أتمكن من جمع هذا الكتاب إلا من مسوداته ومجموعاته، فهي المرجوع إليها فيما أحتاج إلى معرفته وتخريجه... ولو ذهبت أشرح ما رأيت منه، لسودت أوراقا جمة، وما انتهيت إلى استيفاء ذلك من كثرة ما هو بصدده من الاشتغال والقراءة عليه». قال أبو جعفر محمد بن أبي علي الهمذاني: سمعت محمد بن أبي زكريا المزكي يقول ما يقدر أحد أن يكذب في هذه البلدة وأبو صالح حي. وسمعت أبا المظفر منصورا السمعاني يقول إذا دخلتم على أبي صالح ، فادخلوا بالحرمة ، فإنه نجم الزمان ، وشيخ وقته في هذا الأوان}}.

## وفاته
توفي المؤذن في سابع رمضان سنة 470 هـ.